# أسبازيا (كاتبة لاتفية)
أسبازيا Aspazija كان الاسم المستعار لإلزا جوهانا إميليا ليزيتي بليكشاني (16 مارس 1865 - 5 نوفمبر 1943) هي شاعرة وكاتبة مسرحية لاتفية. وهذا الاسم مأخوذ من أسبازيا اليونانية.